# Кормилицын, Михаил Николаевич
Михаил Николаевич Кормилицын (1835—1892) — Вологодский губернатор, действительный статский советник. Дед Н. М. Любимова, прапрадед О. Б. Любимовой.

## Биография
Родился в Москве 10 (22) июня 1835 года. После окончания Московского университета, в 1858 году поступил на службу делопроизводителем в канцелярию московского гражданского губернатора. В сентябре 1860 года был назначен членом от правительства в мировые съезды Рязанского, Спасского и Касимовского уездов. Уже летом 1861 года по болезни был вынужден оставить эту должность. После возвращения на службу получил назначение директором Рязанского губернского комитета о тюрьмах, был произведён в коллежские секретари. Однако по болезни опять был вынужден уйти. В дальнейшем он был избран сначала участковым судьей Сапожковского уезда Рязанской губернии, затем был назначен членом Рязанского окружного суда, а потом стал мировым судьёй.
В 1876 году занял должность директора народных училищ Рязанской губернии. Был награждён орденом Св. Станислава 2-й степени (22.12.1878). В 1882 году произведён в действительные статские советники и 3 декабря был назначен вологодским губернатором. На новой должности он продолжал обращать большое внимание на развитие народного образования — при нём был открыт первый музей в губернии — Петровский домик; особо отмечалась его деятельность по развитию церковных школ. Губернией он управлял почти 10 лет, скоропостижно скончавшись 21 марта (2 апреля) 1892 года.
Был женат на дочери Н. А. Болдарева, Александре (1850—1904). В Вологде в 1883 году у них родилась младшая дочь Елена, ставшая позже матерью Н. М. Любимова.